# 烽火化学工厂
烽火化学工厂（韓語：봉화화학공장）为朝鲜两大炼油厂之一。工厂位于新義州，与中国丹东接壤，最初工厂使用的原油通过铁路从大庆油田运来。朝鲜的另一家炼油厂是位居朝俄边境的胜利炼油工厂。
2019年，据NK News报道，随着流化催化裂化在炼油厂中开始推行，炼油厂进行了扩建，届时汽油和柴油的产量可能上升。